# Arte de Islandia
El arte de Islandia se desarrolló con base en las tradiciones de Europa del Norte del siglo XIX, pero se desarrolló en diferentes direcciones en el siglo XX, influido en particular por la mitología, la cultura y el característico paisaje islandeses.

## Orígenes

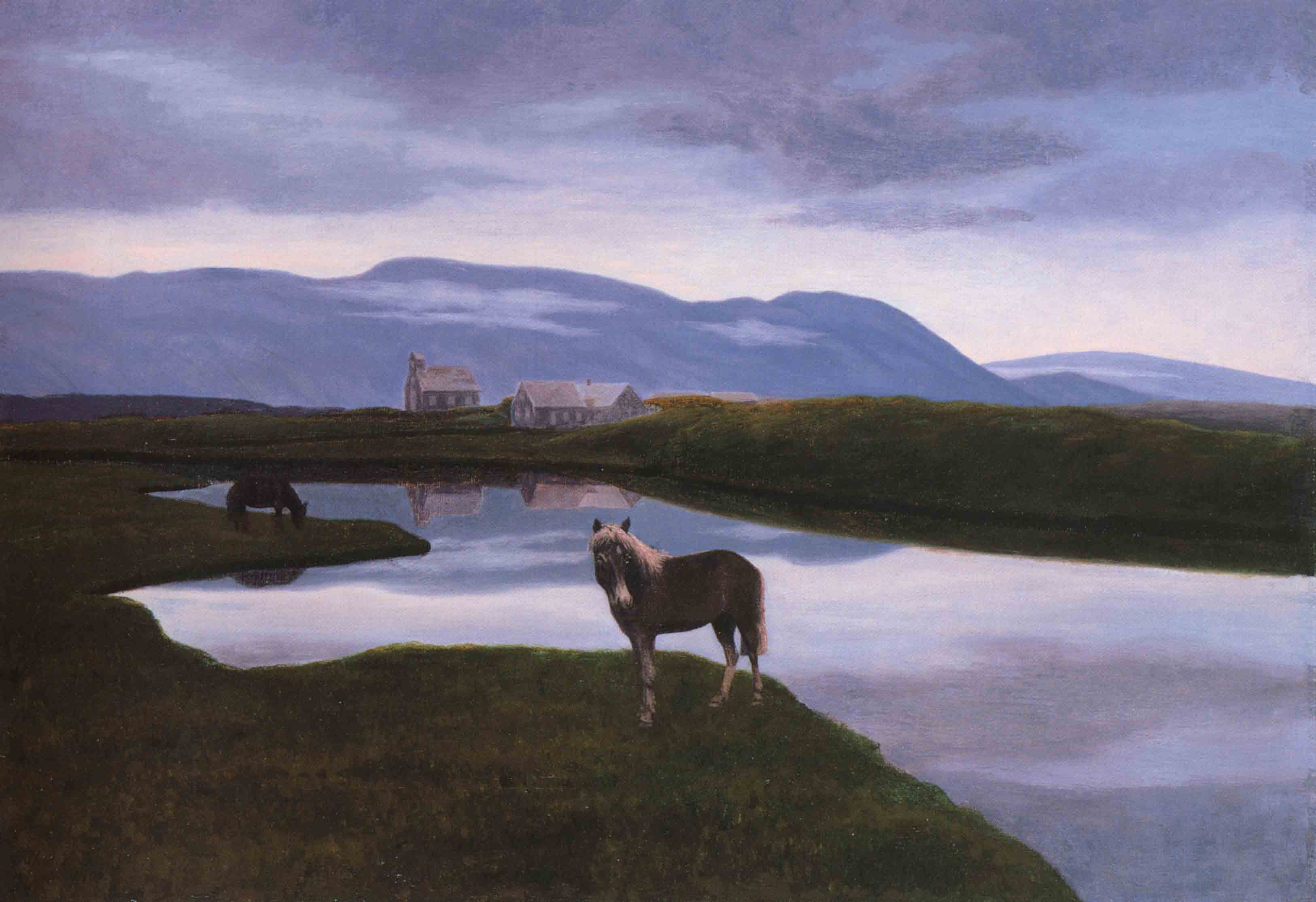
Þingvellir de Þórarinn B. Þorláksson.

Se suele ubicar los orígenes del arte contemporáneo de Islandia en la obra de Þórarinn Þorláksson, quien, tras recibir una educación artística formal en los años 1890 en Copenhague, regresó a Islandia para pintar y exhibir sus obras desde 1900 hasta su muerte en 1924, que trataron en gran medida sobre el paisaje de la isla. 
También en Dinamarca se formó Ásgrímur Jónsson, quien con Þorláksson creó representaciones distintivas del paisaje de su país en un estilo romántico y naturalista.

## Pintura paisajista
Las particularidades de la representación del paisaje islandés por sus pintores se puede vincular con el nacionalismo y el movimiento de independencia, muy activo durante este periodo. Otros pintores paisajistas siguieron pronto los pasos de Þorláksson y Jónsson, como Jóhannes Kjarval, Jón Stefánsson y Júlíana Sveinsdóttir. Kjarval se caracterizó por su técnica pictórica para representar la roca volcánica que domina el ambiente islandés.

## El surgimiento del arte abstracto
El arte abstracto ganó una gran importancia a mediados del siglo XX, encabezado por aristas como Svavar Guðnason y Nína Tryggvadóttir. Otros artistas, como Gunnlaugur Scheving, evitaron la abstracción a favor de un contenido narrativo y una comprensión del color y de la forma influidos por el fovismo y el cubismo. Louisa Matthíasdóttir, radicada en New York, se caracterizó por el recurso al expresionismo abstracto.

## El regreso del arte figurativo
La exposición de Einar Hákonarson de 1968 marcó una distancia con la escena artística dominante en la isla , pues sus obras eran de corte pop, figurativo y expresionista. Dicha muestra volvió a llevar la figuración a la pintura islandesa. Hakonarson dijo que se sentía más inspirado por sus sentimientos hacia la naturaleza, que por una parte específica de ella.

## Arte islandés de finales delsigloXX
El paisaje sigue siendo un tema predominante en el arte islandés actual, lo que se refleja en las exposiciones de la Galería Nacional. La comunidad artística ha sostenido debates sobre si se ha alcanzado un apropiado balance en términos de apoyo a las galerías por parte de los medios, las tradiciones y las personalidades en el arte visual de Islandia.